# Orden des Burgundischen Kreuzes

Burdungerkreuz und Feuerstahl

Der Orden des Burgundischen Kreuzes ist ein angeblicher Ritterorden, der 1535 oder 1555 von Kaiser Karl V. gestiftet worden sein soll. Der Orden wurde zum ersten Mal im 17. Jh. erwähnt, für seine Existenz existieren jedoch keine Belege.
Angeblicher Stiftungsanlass war der erfolgreiche Tunisfeldzug, in dem der berüchtigte Korsar Khair ad-Din Barbarossa aus Tunis vertrieben und der Hafsiden-Kalif Muley Hasan wieder eingesetzt wurde.
Das Ordenszeichen soll ein Burgunderkreuz gewesen sein, mit einem Feuerstahl und einem funkensprühenden Feuerstein und der Ordensdevise BARBARIA (Berberei), an einer Kette mit viereckigen Gliedern aus Goldblech, Flammen und Edelsteinen.
Die Existenz des Ordens ist vermutlich das Produkt eines nachträglichen Missverständnisses:
- Das burgundische Kreuz war das Symbol des spanischen Heeres und wurde von Karl V. auf der Brust getragen.
- Georg von Hegnenberg erhielt für seine Tapferkeit im Tunisfeldzug von Karl V. eine goldene Kette mit einer goldenen Medaille, die auf der einen Seite Mercurius  oder Fortuna, auf der anderen das Burgunderkreuz aus Rubinen, und die Aufschrift BA:RB:AR:IA  zeigte. 1554 wurde er zum Goldritter geschlagen und durfte Kreuz und Inschrift in sein Wappen aufnehmen.[6]
- Die beschriebene Kette ähnelt der Collane des Ordens vom Goldenen Vlies, dessen Großmeister Karl V. war. Mehrere Teilnehmer des Tunisfeldzugs waren oder wurden später Ritter dieses Ordens.